# Standaert
Standaert is een hoofdzakelijk Belgische en Nederlandse achternaam. De is afkomstig van het woord standaard, een vlag of vaandel, en verwijst naar een standaarddrager of vaandrig. In België komt de naam vooral in het noorden van Oost- en West-Vlaanderen veel voor.

## Bekende personen
- Albert Standaert, burgemeester van Kaprijke
- Alfons Standaert, Belgisch wielrenner
- Eugène Standaert, Belgisch politicus
- Francies Standaert, burgemeester van Kaprijke
- Hansjörg Standaert (1984), Belgisch wielrenner
- Jean Francies Standaert (1760-1821), burgemeester van Kaster
- Léopold Standaert, Belgisch zeiler
- Louis Standaert, Belgisch politicus bij ROSSEM en de protestpartij BANAAN
- Pierre Standaert, burgemeester van Anzegem
- Pieter Standaert, burgemeester van Kaprijke
- Victor Standaert, Belgisch wielrenner
- Victor Frederik Standaert, burgemeester van Kaprijke